# Gaietà de Borbó-Dues Sicílies
Gaietà de Borbó-Dues Sicílies, comte de Girgenti (Nàpols 1846 - Lucerna 1871). Príncep de les Dues Sicílies amb el tractament d'altesa reial que rebé de mans del seu pare, el rei Ferran II de les Dues Sicílies, el títol de comte de Girgenti.
Nascut el 12 de gener de 1846 al Palau Reial de Nàpols. Fill del rei Ferran II de les Dues Sicílies i de l'arxiduquessa Maria Teresa d'Àustria. Net per via paterna del rei Francesc I de les Dues Sicílies i de la infanta Maria Isabel d'Espanya i per via materna de l'arxiduc Carles Lluís d'Àustria i de la princesa Enriqueta de Nassau-Weilburg.
Casat el dia 13 de maig de 1868 al Palau Reial de Madrid amb la infanta Maria Isabel d'Espanya, filla de la reina Isabel II d'Espanya i de l'infant Francesc d'Assís d'Espanya.
El casament de Gaietà amb Maria Isabel d'Espanya pretenia ser la demostració pública de la Reina i del govern espanyol del rebuig al procés unificador italià. Isabel II, contrària a l'estratègia dels Savoia, que pretenia arraconar el poder papal i de les petites cases regnants italianes, veié en el casament de la seva filla amb el príncep Gaietà de la casa de les Dues Sicílies una oportunitat única de girar l'esquena a l'obra del rei Víctor Manuel II d'Itàlia i de donar suport al papa Pius IX.
Malgrat tot, la felicitat de la parella fou escassa: ben aviat es demostrà el caràcter inestable de Gaietà, ja manifestat en el moment de la celebració dels capítols matrimonials. A més a més, el mateix any 1868, la reina Isabel II d'Espanya hagué d'abandonar el país i instal·lar-se a París, la qual cosa repercutí en les possibilitats econòmiques de la parella, ja que Gaietà disposava d'escassos recursos propis.
Gaietà se suïcidà el dia 26 de novembre de 1871 a Lucerna deixant Maria Isabel viuda a l'edat de 25 anys. Les causes d'aquesta acció mai foren conegudes tot i que es planteja els desequilibris emocionals com la principal causa del suïcidi.